# Wie wordt de man van Phaedra?
Wie wordt de man van Phaedra? was een televisieprogramma dat vanaf 21 januari 2008 werd uitgezonden op VTM, waarin Phaedra Hoste op zoek gaat naar een partner. Het was een vervolg op Wie wordt de man van Wendy? uit 2006.
In het najaar van 2007 deed ze een eerste oproep op televisie, samen met de presentatrice van het programma, Dina Tersago. De uiteindelijke winnaar werd Pascale. Na het programma bleef hun relatie echter louter vriendschappelijk.
Er meldden zich zo'n duizend mannen aan naar aanleiding van de oproep. Daarvan werden er zo'n zestigtal op de selectiedag uitgenodigd. Daar werden zij 'ondervraagd' door de drie adviseurs van Phaedra. Deze adviseurs waren door haarzelf aangesteld. Het waren beste vriendin Martine, Phaedra's broer Jürgen en haar advocaat Alex. Zij stonden Phaedra ook de rest van het hele traject bij.
De twaalf beste kandidaten uit de preselectie namen hun intrek in een villa, waar ze in de gaten werden gehouden door Phaedra en haar adviseurs. De mannen moesten zich bewijzen op het gebied van humor, romantiek en strijdvaardigheid. Aan het einde van de aflevering werd één man naar huis gestuurd en uiteindelijk bleven er twee finalisten over waaruit Phaedra de man moest kiezen waarmee ze op vakantie naar Marrakech wilde gaan.
Het programma was succesvol. Naar de finale keken gemiddeld 910.171 Vlamingen, met een piek van 1.032.105. Het programma kreeg een vervolg in 2011 met Wie kiest Pieter?